# Sabana Grande (Portoryko)
Sabana Grande – miasto w Portoryko, w gminie Sabana Grande. Według danych szacunkowych na rok 2008 liczy 8 932 mieszkańców. Zostało założone w 1813.